# Karl Wohnlich

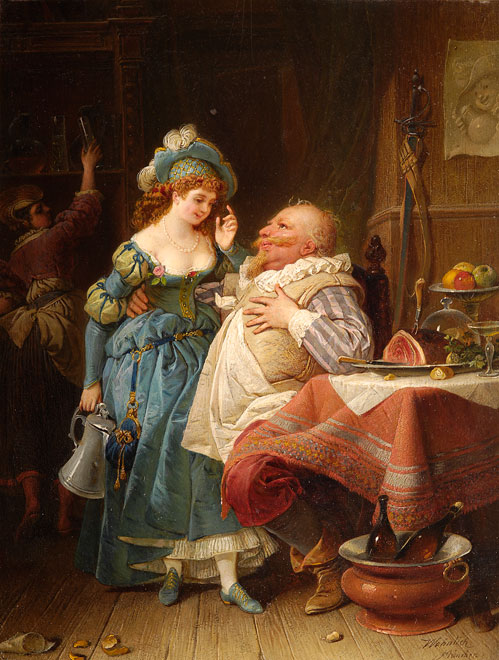
Carl Wohnlich: Ein ehrenwerter Galan

Karl Wohnlich (auch Carl Wohnlich; * 26. Dezember 1824 in Friedland, Provinz Schlesien; † 20. November 1885 in Dresden) war ein deutscher Historien-, Genre- und Bildnismaler.

## Leben
Wohnlich war der Sohn eines Friedländer Schneidermeisters. Am 30. Oktober 1852 immatrikulierte er sich für das Fach Malerei an der Königlichen Kunstakademie in München. Seine Lehrer waren u. a. Philipp von Foltz, Carl Theodor von Piloty und Moritz von Schwind. Er unternahm eine Bildungsreise nach Italien und war ab 1864 in Breslau ansässig, später kehrte er nach München zurück. Seine letzte Wirkungsstätte war Dresden.

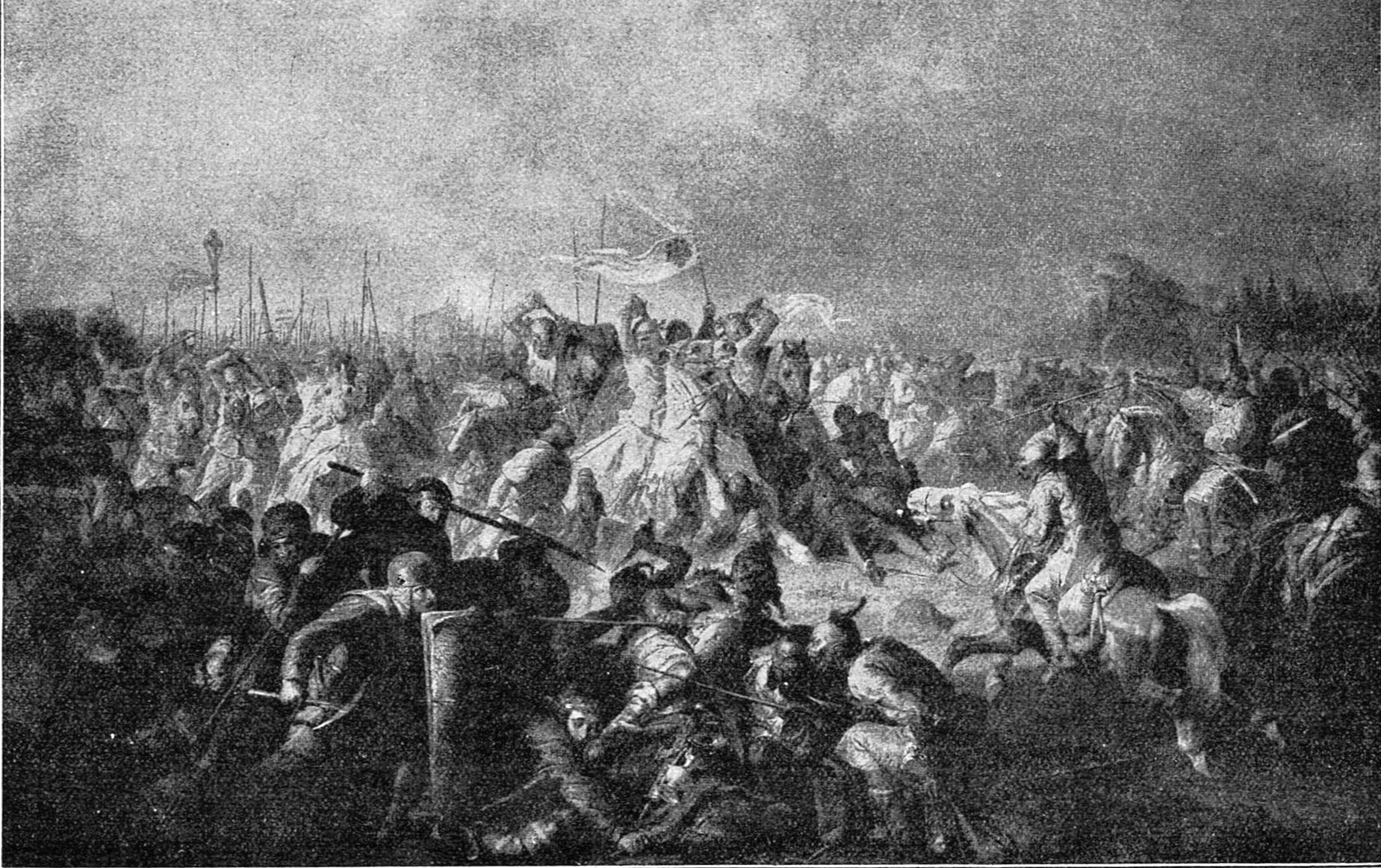
Mongolenschlacht bei Liegnitz 1241

Wohnlich schuf zahlreiche Historien-, Genre- und Altargemälde sowie Porträts. Seine bekanntesten Werke sind:
- Mongolenschlacht bei Liegnitz 1241 (1870; erworben vom Schlesischen Museum Breslau)
- Breslau, St.-Barbara-Kirche: Hochaltarbild
- Breslau, ehemalige Jesuitenkirche (ab 1819 St. Matthias): Hochaltarbild der Schmerzhaften Muttergottes (1860)
- München, Maximilianeum: Fresko Pfalzgraf Christoph verlässt Heidelberg und wird 1430 zum König von Dänemark gekrönt
- Für die Pfarrkirche seines Heimatortes malte er das Hauptaltargemälde „Hl. Sippe“